# Криворожский вечерний университет марксизма-ленинизма
Вечерний университет марксизма-ленинизма Криворожского горкома КП Украины — учебное заведение партийно-политического образования в городе Кривой Рог Днепропетровской области.

## История
В 1944 году при Криворожском городском комитете КП Украины был организован вечерний университет марксизма-ленинизма.
Университет был высшим звеном в системе партийно-политического образования в городе.
Расформирован после 1991 года.

## Характеристика
На 1969 год было 3 факультета (общий, пропагандистский и факультет партийно-хозяйственного актива) и 12 отделений, затем расширен до 5 факультетов и 20 отделений.
На 1969 год насчитывалось около 1800 слушателей, со временем слушателей стало более 2000.